# シェリー・テンペニー

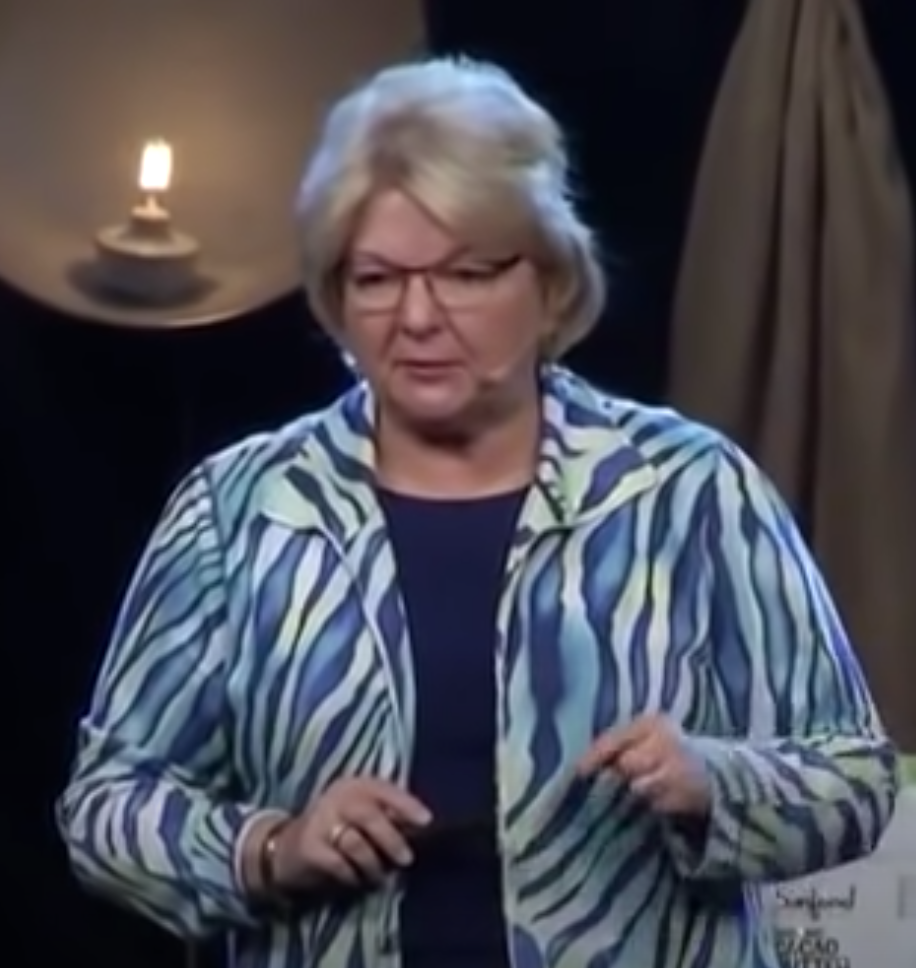
2021年

シェリー・J・テンペニー（英語: Sherri J. Tenpenny）は、アメリカ合衆国の整体師、反ワクチン活動家。数冊の著書がある。

## 経歴
1986年から1998年までオハイオ州の病院で救急部長を務めていた。
1994年にオステオパシー診療所を設立し、1996年と2011年に2つ診療所を設立している。
COVID-19ワクチンに関して、さまざまな主張を行なっている。